# Stonor
Stonor är en by i civil parish Pishill with Stonor, i distriktet South Oxfordshire, i grevskapet Oxfordshire, i England. Byn är belägen 6 km från Henley-on-Thames. Stonor var en civil parish 1896–1922 när blev den en del av Pishill with Stonor. Civil parish hade 176 invånare år 1921.